# Syberyjski Państwowy Uniwersytet Aerokosmiczny
Syberyjski Państwowy Uniwersytet Aerokosmiczny (Сибирский государственный аэрокосмический университет имени академика М. Ф. Решетнёва, СибГАУ) — uniwersytet w Rosji, specjalizujący się w przygotowaniu wysoko wykwalifikowanych kadr przemysłu aerokosmicznego i budowy maszyn, a także lotnictwa cywilnego.

## Historia
Założony w 1960 roku jako oddział Krasnojarskiego Instytutu Politechnicznego. W 1989 roku oddział KPI przemianowany na Krasnojarski Instytut Techniki Kosmicznej. Ta nazwa była stosowana do 1992 roku kiedy KIKT został przemianowany na Syberyjską Akademię Aerokosmiczną. W 2002 roku uniwersytet przyjął dzisiejszą nazwę. Imię akademika Michała Fedyra Reszetniowa nadano mu w związku z tym, że znakomity rosyjski konstruktor techniki kosmicznej Reszetniow stał się symbolem branży aerokosmicznej regionu.